# Масеру
Масеру је главни град Лесота. Налази се на реци Каледон, на граници са Јужноафричком Републиком. Има око 180.000 становника (2004). До 2004. године је имао развијену текстилну индустрију подржану од стране кинеских произвођача. Увођењем коефицијената увоза кинеског текстила у САД, текстилна индустрија у Масеруу је угашена. 
Најближи град Месеруу је Јужноафрички град Лејдибранд. Масеру је основао поглавица Мошоешу I 1869. године. Име града је реч Сесото која значи „црвени пешчари“. Национални Универзитет Лесота се налази близу града у месту по имену Рома. Град има међународни аеродром.

## Географија
Масеру се налази у северозападном Лесоту поред границе са Јужном Африком, коју означава река Мохокаре. Река Мохокаре је такође позната као река Каледон. Две земље су повезане граничним стубом на мосту Масеру, који прелази реку. На јужноафричкој страни, Ладибранд је град најближи Масеру. Град лежи у плиткој долини у подножју Хлабенг-Са-Ликхама, подножју планине Малоти. Надморска висина града је 1.600 m (5.200 ft) изнад нивоа мора. Град има површину од око 138 km2 (53 sq mi).

### Клима
Масеру има типичну суптропску планинску климу (Копенова класификација климе: Cfb/Cwb), која се граничи са суптропском висоравни са сувим зимским условима, при чему је град категорисан по топлим, кишним летима и хладним до хладним, сувим зимама. Просечна средња дневна температура током лета — од децембра до марта на јужној хемисфери — је 22 °C (72 °F). Током зиме, између јуна и септембра, просечна температура је 9 °C (48 °F)). Најтоплији месец је јануар, са температурама између 15—33 °C (59—91 °F). Током најхладнијег месеца, јула, температуре се крећу од −3—17 °C (27—63 °F). Просечна количина падавина се креће од 3 mm у јулу до 111 mm (4,4 inches) у јануару.
| Клима Масеруа (1931–1960)              | Клима Масеруа (1931–1960) | Клима Масеруа (1931–1960) | Клима Масеруа (1931–1960) | Клима Масеруа (1931–1960) | Клима Масеруа (1931–1960) | Клима Масеруа (1931–1960) | Клима Масеруа (1931–1960) | Клима Масеруа (1931–1960) | Клима Масеруа (1931–1960) | Клима Масеруа (1931–1960) | Клима Масеруа (1931–1960) | Клима Масеруа (1931–1960) | Клима Масеруа (1931–1960) |
| Показатељ \ Месец                      | .Јан.                     | .Феб.                     | .Мар.                     | .Апр.                     | .Мај.                     | .Јун.                     | .Јул.                     | .Авг.                     | .Сеп.                     | .Окт.                     | .Нов.                     | .Дец.                     | .Год.                     |
| -------------------------------------- | ------------------------- | ------------------------- | ------------------------- | ------------------------- | ------------------------- | ------------------------- | ------------------------- | ------------------------- | ------------------------- | ------------------------- | ------------------------- | ------------------------- | ------------------------- |
| Максимум, °C (°F)                      | 28 (82)                   | 27 (81)                   | 25 (77)                   | 21 (70)                   | 18 (64)                   | 15 (59)                   | 16 (61)                   | 19 (66)                   | 23 (73)                   | 24 (75)                   | 26 (79)                   | 28 (82)                   | 22,5 (72,4)               |
| Минимум, °C (°F)                       | 14 (57)                   | 14 (57)                   | 12 (54)                   | 8 (46)                    | 3 (37)                    | 0 (32)                    | −1 (30)                   | 2 (36)                    | 6 (43)                    | 9 (48)                    | 12 (54)                   | 13 (55)                   | 7,7 (45,8)                |
| Количина падавина, mm (in)             | 114 (4,49)                | 89 (3,5)                  | 96 (3,78)                 | 67 (2,64)                 | 29 (1,14)                 | 12 (0,47)                 | 14 (0,55)                 | 15 (0,59)                 | 19 (0,75)                 | 63 (2,48)                 | 80 (3,15)                 | 93 (3,66)                 | 691 (27,2)                |
| Дани са падавинама (≥ 0.1 mm)          | 13                        | 10                        | 11                        | 8                         | 6                         | 3                         | 3                         | 3                         | 3                         | 8                         | 10                        | 10                        | 88                        |
| Релативна влажност, %                  | 37                        | 42                        | 43                        | 42                        | 38                        | 35                        | 32                        | 27                        | 24                        | 30                        | 34                        | 35                        | 34,9                      |
| Сунчани сати — месечни просек          | 287                       | 263                       | 259                       | 241                       | 247                       | 232                       | 254                       | 279                       | 278                       | 276                       | 279                       | 307                       | 3.202                     |
| Извор: Danish Meteorological Institute |                           |                           |                           |                           |                           |                           |                           |                           |                           |                           |                           |                           |                           |

## Историја
Масеру су основали Британци као мали полицијски камп 1869. године, након завршетка ратова између Слободне државе и Басота када је Басутоланд постао британски протекторат. Масеру се налази на ивици „освојених територија“ препуштених Слободној држави Орање (данас провинција Слободна држава у Јужној Африци) као део мировних услова. Налазио се 24 km (15 mi) западно од упоришта краља Басотоа Мошоешоеа I, Таба Босиу, претходне де факто престонице. Убрзо је у околини израстао ужурбан тржни град.
Масеру је у почетку функционисао као административна престоница државе између 1869. и 1871. године, пре него што је управа Басутоланда премештена на Кејп Колони. Током њихове владавине између 1871. и 1884. године, Басутоланд је третиран слично као и територије које су биле насилно припојене, на велико незадовољство Басота. То је довело до Оружаног рата 1881. и паљења многих зграда у Масеру. Године 1884, Басутоланд је враћен у свој статус крунске колоније, а Масеру је поново постао главни град. Када је Басутоланд стекао независност и постао Краљевина Лесото 1966. године, Масеру је остао главни град земље.
Пре стицања независности Лесота, Масеру је био релативно мали; био је садржан у добро дефинисаним колонијалним границама и имао је мало простора за раст, док су Британци били мало заинтересовани за развој града. После 1966. године Масеру је доживео брзо ширење: његова површина се повећала око седмоструко, са око 20 km2 (7,7 sq mi) на садашњу површину од 138 km2 (53 sq mi), због укључивања оближњих приградских села у сам град. Годишње стопе раста становништва остале су око 7% неколико деценија, пре него што су се смањиле на око 3,5% између 1986. и 1996. године.
Након што су парламентарни избори у Лесоту 1998. године довели до сумњи о изборној превари и до војне интервенције Јужне Африке, велики део града је оштећен нередима и пљачком. Трошкови поправке штете причињене граду процењени су на око две милијарде ранда (350 милиона америчких долара), и скоро до 2008. ефекти нереда су се још увек могли видети у граду.

## Становништво
| Година       |
| Становништво |
| ------------ |

## Спорт
Национални стадион Лесота, вишенаменски стадион Сецото, налази се у Масеру. Има капацитет између 20.000 и 25.000 људи. Стадион се углавном користи за фудбалске утакмице и у њему се обитава Фудбалска репрезентација Лесота, али се одржавају и атлетске манифестације.
Дванаест од шестнаест тимова који играју у Премијерној лизи Лесота се налази у Масеру. Према подацима из 2020, 36 од 51 првенства које се такмичи у лиги припало је тимовима из Масеруа. Најуспешнији од њих су били Матлама ФК са десет првенствених победа и фудбалски тим Краљевских одбрамбених снага Лесота са осам првенствених победа.

## Партнерски градови
- Остин
- Кобленц